# Glinka (powiat buski)
Glinka – wieś w Polsce położona w województwie świętokrzyskim, w powiecie buskim, w gminie Gnojno.
W latach 1975–1998 miejscowość należała administracyjnie do województwa kieleckiego.